# Шикула, Василий
Василий Шикула (укр. Василь Шикула; род. 29 ноября 1981, Виноградов, Закарпатская область) — украинский шахматист, гроссмейстер (2011).
Воспитанник Владимира Охотника.
В составе «Славии» из Кошице стал победителем командного чемпионата Словакии по шахматам (2007/08). Также выиграл 2 серебряные медали этого соревнования в индивидуальном зачёте в сезонах 2007/08 и 2008/09.
Получив звание гроссмейстера в 2011 году, завершил активные выступления

## Спортивные результаты
| Год  | Город                | Турнир                                 | + | − | = | Результат | Место |
| ---- | -------------------- | -------------------------------------- | - | - | - | --------- | ----- |
| 2007 | Нанси                | «5e Festival Meurthe et Moselle - GMI» | 3 | 0 | 6 | 6 из 9    | [ 5 ] |
| 2008 | Бельведере-Мариттимо | «FE 3 Riviera dei Cedri Master»        | 4 | 0 | 5 | 6½ из 9   | [ 6 ] |
| 2010 |                      | «Seversky Donets 2010»                 | 7 | 0 | 5 | 9½ из 12  | [ 7 ] |

## Изменения рейтинга
| Графики недоступны из-за технических проблем. См. информацию на Фабрикаторе и на mediawiki.org. |